# Андреј Шепетковски
Андреј Шепетковски (Алексинац, 1974) српски је глумац.

## Биографија
Андреј Шепетковски је рођен од оца Владимира, инжењера агрономије и мајке Мирјане, професорке српског језика. Његов деда Арсеније Тихонович Шепетковски дошао је из Харкова у Краљевину СХС 1920. године, бродом којим је стигао и козачки генерал Петар Врангел. Александар, старији брат Андреја Шепетковског, познати је хирург.
Завршио је Факултет драмских уметности у Београду у класи професора Владимира Јевтовића 1998. године, када је добио награду „Мата Милошевић" као студент генерације.
Глумачку каријеру Андреј је почео као позоришни глумац у Атељеу 212 и Народном позоришту у Београду. Стални је члан Београдског драмског позоришта, а остварио је значајне улоге и у позоришту Бошко Буха, Центру за културу Тиват, Народном позоришту Тоша Јовановић у Зрењанину, позоришту у Лазаревцу. Одиграо је преко 50 улога у позориштима широм земље.
Први пут се на филму појавио у „Белом оделу", а одмах је уследила и једна од главних улога у филму „Механизам". Одиграо је главне улоге и у филмовима : „Биро за изгубљене ствари" и „Љубав долази касније".
Велику популарност је стекао улогом Гвоздена у ТВ серији „Јелена", Слобе у серији „Неки нови клинци", Србе у „Јужном ветру", Марка у тв серији „Тате"...
На Академији лепих уметности и на Академији уметности је предавао глуму преко дванаест година и стекао звање ванредног професора.
Написао је драме: „Шетња са лавом“, „Жири", „ У канџама уметности" „,Бермудски троугао", „Поморанџе за збогом"(драматизација романа),,Коштанин твист" (адаптација).
Написао је сценарио за серију „Шетња са лавом" и филм „Ала је леп овај свет".
Члан је Удружења драмских писаца Србије.
Ожењен је са Катрин, са којом има сина Алексеја (2008), ћерку Ларису (2012) и сина Виктора (2018).

## Филмографија
| Год.         | Назив                                            | Улога                              |
| ------------ | ------------------------------------------------ | ---------------------------------- |
| 1990-те      |                                                  |                                    |
| 1997.        | Горе доле (ТВ серија)                            | Конобар                            |
| 1999.        | Кад бих ти рекао (краткометражни филм)           | Иван                               |
| 1999.        | Бело одело                                       | Павловић                           |
| 1999.        | Десанка (ТВ серија)                              | Студент                            |
| 2000-те      |                                                  |                                    |
| 2000.        | Механизам                                        | Јанко                              |
| 2001.        | Виртуелна стварност                              | Декс                               |
| 2003.        | Неки нови клинци (ТВ серија)                     | Слободан „Слоба“ Милошевић         |
| 2004.        | Јелена (ТВ серија)                               | Гвозден Ђевеница                   |
| 2005.        | Принц од папира (краткометражни филм)            | Сликар Никола                      |
| 2007.        | Бора под окупацијом                              | Иво Андрић                         |
| 2007.        | Принц од папира                                  | Сликар Никола                      |
| 2008.        | Биро за изгубљене ствари                         | Маги                               |
| 2008.        | Милош Бранковић                                  | Лилихип                            |
| 2008.        | Последња аудијенција (ТВ серија)                 | Петар Велимировић                  |
| 2008.        | Последњи тренутак вечности (краткометражни филм) | Доктор                             |
| 2008.        | Београдски фантом                                | Инспектор Божа                     |
| 2009.        | Туга (краткометражни филм)                       | Млади таксиста                     |
| 2009.        | Неко ме ипак чека (ТВ филм)                      | Пијанац                            |
| 2009.        | Стеван М. Живковић (краткометражни филм)         | Патолог                            |
| 2010-те      |                                                  |                                    |
| 2010.        | Машиница (краткометражни филм                    | Петар                              |
| 2008−2010.   | Мој рођак са села (ТВ серија)                    | Срђа                               |
| 2011.        | Мирис кише на Балкану (ТВ серија)                | Славко Поповић                     |
| 2011.        | Албатрос (ТВ драма)                              | Маћедонац                          |
| 2013.        | Монтевидео, Бог те видео! (ТВ серија)            | Кондуктер                          |
| 2013.        | Љубав долази касније                             | Бивши                              |
| 2013−2014.   | Жене са Дедиња (ТВ серија)                       | Доктор                             |
| 2014.        | Ургентни центар (ТВ серија)                      | Саша                               |
| 2014.        | Бранио сам Младу Босну                           | Вељко                              |
| 2008-2015    | Заборављени умови Србије                         | А. Соловјев, К. Стојановић...      |
| 2017.        | Прва тарифа                                      | Пијанац                            |
| 2017.        | Сумњива лица                                     | Сава                               |
| 2018.        | Немањићи — рађање краљевине                      | Стрез                              |
| 2019.        | Балканска међа                                   | Свештеник                          |
| 2019.        | Сенке над Балканом                               | Отац Артемије                      |
| 2019.        | Државни службеник                                | Василије Карамарковић              |
| 2020-те      |                                                  |                                    |
| 2020.        | Јужни ветар (ТВ серија)                          | Срба                               |
| 2020.        | Тате (ТВ серија)                                 | Марко Кршић                        |
| 2021.        | Коло среће (ТВ серија)                           | Др Андрија Новаковић               |
| 2021.        | Време зла (ТВ серија)                            | Адам Катић                         |
| 2022.        | Мочвара 2                                        | Командир Света                     |
| 2022.        | Света Петка — Крст у пустињи                     | Георгије                           |
| 2022.        | Ала је леп овај свет                             | инспектор Тришић                   |
| 2022.        | Шетња с лавом                                    | инспектор Тришић                   |
| 2021-2023.   | Бранилац (ТВ серија)                             | Желимир Стефановић/Милутин Поповић |
| 2023.        | Сложна браћа - Next generation                   | наратор                            |
| 2022-У току. | Камионџије д. о. о.                              | Реџа                               |
| 2023.        | Позив (ТВ серија)                                | управник затвора                   |
| 2023.        | Тунел (ТВ серија)                                | директор Чококомпаније             |
| 2024.        | Радио Милева                                     | Марио                              |
| 2024.        | Тајне винове лозе                                |                                    |
| 2024.        | Време смрти (ТВ серија)                          | Миливоје Анђелковић Кајафа         |

## Позоришне улоге
- Т. Стопард „Заљубљени Шекспир"- Хенслоу (БДП)
- С. Срдић „Моје дете"- Боркан (БДП)
- Ана Ђорђевић „Црна кутија"- Филип (БДП)
- В. Распутин „Последњи рок"- Михаил
- А.П. Чехов „Ујка Вања“ - Астров (ППП Лазаревац)
- Ф. Вујошевић „Роналде, разуми ме“ - Раде (Народно позориште)
- А. Шепетковски „Шетња са лавом“ - Бата (ППП Лазаревац)
- Г. Кујић „Мирис кише на Балкану“ - Тома (Мадленианум)
- Н. Кољада „Праћка“ - Иља (БДП)
- Г. Стефановски „HI FI“ - Матеј (ЦЗКД)
- В. Шекспир „Узалудни љубавни труд“ - Лонгавил (Битеф театар)
- В. Шекспир „Отело“ - Јаго (Вечерња сцена Б. Буха)
- Б. Сенкер „Путујуће глумиште“ - Бард (НП Зрењанин)
- Н. Букилић „Јелена Савојска“ - Виторио Емануел (ЦЗК Тиват)
- Д. Мамет „Принц - Жаба“ - Принц, Жаба (Дадов)
- „Чардак ни на небу ни на земљи“ - Аждаја (Позориште Бошко Буха)
- Браца Прешњаков „Тероризам“ (НП Крушевац)
- Молијер „Тартиф“ - Дамис (Народно позориште)